# Tommy Carpenter
Thomas Albert Edward „Tommy“ Carpenter (* 11. März 1925 in Carshalton; † August 2022 in Luton) war ein englischer Fußballspieler.

## Karriere
Carpenter spielte ab 1940 für Harrow Town, ab 1946 war er für den FC Wembley aktiv und wurde im November 1946 vom FC Watford als Amateur bei der Football League registriert. Als Amateurspieler konnte Carpenter grundsätzlich für mehrere Klubs gleichzeitig aktiv sein. Im Dezember 1946 konstatierte der Korrespondent des Harrow Observer anlässlich einer Partie des FC Wembley: „Es gibt keine Zweifel, dass dieser junge Spieler die Merkmale eines Klasse-Torhüters besitzt.“ Nach einem Jahr zog er zu Wembleys Ligakonkurrent Rayners Lane weiter, spätestens zur Saison 1949/50 war er wieder zurück bei Harrow Town.
In der Spielzeit 1950/51 agierte Carpenter als Torhüter der Reservemannschaft des FC Watford in der Football Combination. Im November 1950, zwei Tage vor seinem Debüt für die erste Mannschaft von Watford, unterschrieb er einen Profivertrag und fungierte in der Folge als Teilzeitprofi. Als Ersatztorwart von Geoff Morton kam Carpenter unter Trainer Ron Gray erstmals bei einer 2:3-Niederlage gegen Swindon Town in die Football League Third Division South zum Einsatz. Bis zum Saisonende schlossen sich drei weitere Einsätze an, darunter ein 1:0-Heimerfolg gegen die Bristol Rovers. In der Sommerpause 1951 wurde Carpenter ein ablösefreier Abgang gestattet, und er schloss sich Headington United in der Southern League an. Dort kam er hinter Stammtorwart Roger Ashton im März 1952 zu zwei Ligaeinsätzen. Zur Saison 1952/53 wechselte er weiter zu Ashford Town (Kent) in die Kent League.
Carpenters Tochter heiratete den späteren Watford-Trainer Dave Bassett. Anlässlich seines 96. Geburtstags hatte er einen Videochat mit dem langjährigen Watford-Stürmer Troy Deeney. Carpenter verstarb 97-jährig im August 2022. Ihm wurde, gemeinsam mit den ebenfalls kurz zuvor verstorbenen Watford-Spielern Vince McNeice und Sammy Chung, vor dem Heimspiel an der Vicarage Road am 30. August 2022 gegen den FC Middlesbrough mit einer Applausminute gedacht.